# Song Seon-mi
Song Seon-mi (송선미?, Song SŏnmiMR; Busan, 13 settembre 1974) è un'attrice sudcoreana.

## Biografia
Entrò nel mondo dell'intrattenimento vincendo il secondo posto al Super Elite Model Contest nel 1996, per poi passare dalla carriera di modella a quella di attrice un anno dopo con la fiction TV Model (1997). Nel 1998 debuttò al cinema  nella commedia romantica di Lee Jeong-hyang Misulgwan yeop dongmur-won.
La sua popolarità aumentò quando interpretò una giovane casalinga nella serie TV Bumonim jeonsangseo (2004). Nel 2012 fu scelta per il ruolo di un'abile infermiera traumatologica in Golden Time. In seguito tornò a lavorare con il regista Kwon Seok-jang in Miss Korea (2013), serie ambientata nel 1997 durante la crisi del Fondo Monetario Internazionale.
Song recitò nella sua prima serie in costume, Gungjungjanhoksa - Kkotdeur-ui jeonjaeng, nel 2013, ricevendo elogi per la sua interpretazione della principessa ereditaria Kang, moglie del principe ereditario Sohyeon, nonostante le polemiche riguardanti una scena che la mostrava mentre allattava al seno.

### Vita privata
Song sposò il direttore artistico Go Woo-seok il 29 giugno 2006; ebbero una figlia, A-ri, nell'aprile 2015. Il 21 agosto 2017, Go fu trovato sanguinante in uno studio legale del distretto di Seocho, Seul, e morì mentre veniva trasportato in ospedale. All'epoca, la polizia rivelò che era stato assassinato da un sicario ingaggiato dal cugino per 2 miliardi di won coreani poiché stava cercando di aiutare il nonno a intentare causa per recuperare dei beni di cui era stato ingiustamente privato. Sia il cugino che il sicario furono arrestati e condannati rispettivamente all'ergastolo e a 18 anni di carcere. Il tribunale sudcoreano condannò anche il cugino a risarcire Song e sua figlia per 1,30 miliardi di won per la perdita subita.

## Filmografia

### Cinema
- Misulgwan yeop dongmur-won (미술관 옆 동물원?), regia di Lee Jeong-hyang (1998)
- Dusabu-ilche (두사부일체?), regia di Yoon Je-gyun (2001)
- Dodungmatgon motsar-a (도둑맞곤 못살아?), regia di Im Kyung-soo (2002)
- Gukhwakkot hyanggi (국화꽃 향기?), regia di Lee Jeong-wook (2003)
- Eunjangdo (은장도?), regia di Kim Sung-duk (2003)
- Mokponeun hangguda (목포는 항구다?), regia di Kim Ji-hoon (2004)
- Liar (라이어?), regia di Kim Kyung-hyun (2004)
- Haebyeon-ui yeo-in (해변의 여인?), regia di Hong Sang-soo (2006)
- The Day He Arrives (북촌방향?), regia di Hong Sang-soo (2011)
- Bam-ui haebyeon-eseo honja (밤의 해변에서 혼자?), regia di Hong Sang-soo (2017)
- Gangbyeon Hotel (강변호텔?), regia di Hong Sang-soo (2018)
- Domangchin yeoja (도망친 여자?), regia di Hong Sang-soo (2020)
- Tap (탑?), regia di Hong Sang-soo (2022)
- Uri-ui haru (우리의 하루?), regia di Hong Sang-soo (2023)

### Televisione
- Model (모델 ?) – serie TV (1997)
- I-utjip yeoja (이웃집 여자?) – serie TV (1997)
- Sunpungsanbu-in-gwa (순풍산부인과?) – serial TV (1998)
- Hanappun-in dangsin (하나뿐인 당신?) – serial TV (1999)
- Mabeob-ui seong (마법의 성?) – serie TV (1999)
- Saranghase-yo? (사랑하세요??) – serie TV (1999)
- Jakkuman bogosimne (자꾸만 보고싶네?) – serial TV (2000)
- Saranghalsurok (사랑할수록?) – serial TV (2000)
- Bulkkot (불꽃?) – serie TV (2000)
- Geochim-eomneun sarang (거침없는 사랑?) – serie TV (2002)
- Jangmi-ui jeonjaeng (장미의 전쟁?) – serie TV (2004)
- Bumonim jeonsangseo (부모님 전상서?) – serie TV (2004)
- Bimilnamnyeo (비밀남녀?) – serie TV (2005)
- Eoneunal gapjagi (어느날 갑자기?) – serial TV (2006)
- Ha-yan geotap (하얀거탑?) – serie TV (2007)
- Myeoneuri jeonseongsidae (며느리 전성시대?) – serie TV (2007-2008)
- Noksaengmacha (녹색마차?) – serial TV (2009)
- Gae-in-ui chwihyang (개인의 취향?) – serie TV (2010)
- Insaeng-eun areumda-wo (인생은 아름다워?) – serie TV (2010)
- Mindeulle gajok (민들레 가족?) – serie TV (2010)
- Ojakgyo hyeongjedeul (오작교 형제들?) – serie TV (2011)
- Golden Time (골든타임?) – serie TV (2012)
- Cheongdam-dong Alice (청담동 앨리스?) – serie TV (2012-2013)
- Geunyeodeur-ui wanbyeokhan haru (그녀들의 완벽한 하루?) – miniserie TV (2013)
- Gungjungjanhoksa - Kkotdeur-ui jeonjaeng (궁중잔혹사 꽃들의 전쟁?) – serie TV (2013)
- Miss Korea (미스코리아?) – serie TV (2013-2014)
- Gi-eok (기억?) – serie TV (2016)
- Dor-a-on Bok Dan-ji (돌아온 복단지?) – serie TV (2017)
- Pasukkun (파수꾼?) – serie TV (2017)
- Love Alarm (좋아하면 울리는?) – serie TV (2019)
- Private Lives (사생활?) – serie TV (2020)
- Start-Up (스타트업?) – serie TV (2020)
- Live On (라이브온?) – serie TV (2020-2021)
- Bossam - Unmyeong-eul humchida (보쌈 - 운명을 훔치다?) – serie TV (2021)
- All Mine (마인:MINE?) – serie TV (2021)
- Crime Puzzle (크라임 퍼즐?) – serie TV (2021)